# مارتن غابيل
مارتن غابيل (بالإنجليزية: Martin Gabel)‏ مواليد 19 يونيو 1912 في فيلادلفيا - الوفاة 22 مايو 1986 في نيويورك، الولايات المتحدة، هو ممثل ومخرج ومنتج أمريكي بدأ مسيرته الفنية سنة 1934. فاز بجائزة توني. امتدت مسيرته الفنية لأكثر من 46 عاما. من أعماله اللحظة الضائعة.

## روابط خارجية
- مارتن غابيل على موقع IMDb (الإنجليزية)
- مارتن غابيل على موقع ألو سيني (الفرنسية)
- مارتن غابيل على موقع ميوزك برينز (الإنجليزية)
- مارتن غابيل على موقع أول موفي (الإنجليزية)
- مارتن غابيل على موقع قاعدة بيانات برودواي على الإنترنت (الإنجليزية)
- مارتن غابيل على موقع قاعدة بيانات الأفلام السويدية (السويدية)
- مارتن غابيل على موقع إن إن دي بي (الإنجليزية)
- مارتن غابيل على موقع ديسكوغز (الإنجليزية)
- مارتن غابيل على موقع قاعدة بيانات الفيلم (الإنجليزية)
- مارتن غابيل على موقع كينوبويسك (الروسية)